# Comuna Hleiuvatka, Krîvîi Rih
Hleiuvatka (în ucraineană Глеюватка) este o comună în raionul Krîvîi Rih, regiunea Dnipropetrovsk, Ucraina, formată din satele Hleiuvatka (reședința), Krasna Balka, Novoivanivka și Veselîi Kut.

## Demografie
Componența lingvistică a satului Hleiuvatka
     Ucraineană (95,28%)
     Rusă (4,37%)
     Alte limbi (0,26%)
Conform recensământului din 2001, majoritatea populației satului Hleiuvatka era vorbitoare de ucraineană (95,28%), existând în minoritate și vorbitori de rusă (4,37%).